# Trichophallus forcipatus
Trichophallus forcipatus (лат.) — вид кузнечиков рода Trichophallus из подсемейства Conocephalinae (Salomonina, Agraeciini, Tettigoniidae). Океания: Папуа — Новая Гвинея.
Видовое название происходит от латинского слова forcipata (ножницы).

## Описание
Кузнечики средних размеров (длина тела 2—3 см). Основная окраска тела желтовато-коричневая. Самцы с выпуклым дорсальным краем, изогнутым по всей длине, вентральным краем с вздутым наружным, уплощенным внутренним краем; с внутреннего края с немного изогнутым, треугольным выступом и со вторым субсинуированным выступом с внутреннего апикального края. Титиллаторы с апикальными областями, несущими волоски, четко отделены от слитых базально-центральных областей.